# Eva Green
Eva Gaëlle Green (n. 6 iulie 1980) este o actriță și fotomodel din Franța.
Este fiica actriței franceze Marlène Jobert și a medicului stomatolog francez-suedez Walter Green, iar din partea tatălui este strănepoata compozitorului francez Paul Le Flem. Are o soră geamănă, Joy (Johanne).
Și-a făcut studiile la Paris, într-o școală cu predare în limba engleză, la (American School of Paris, American University of Paris).

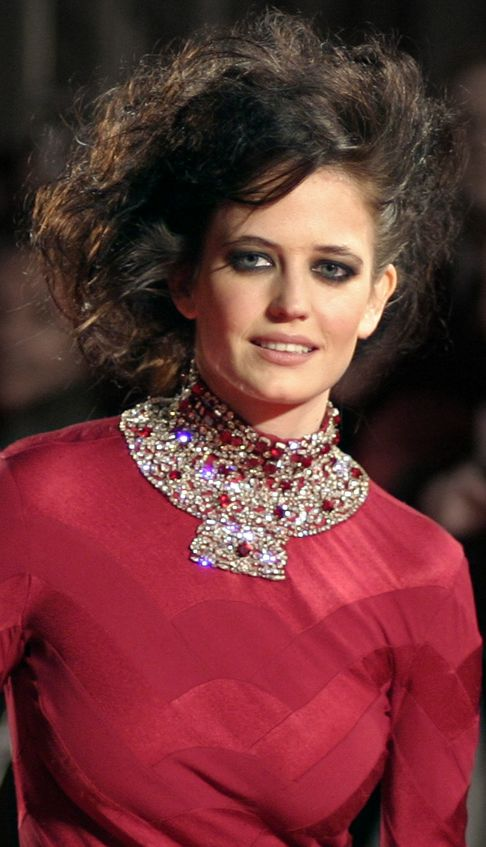
Eva Green la premiile BAFTA 2007

La început a fost atrasă de egiptologie, dar la vârsta de 14 ani a decis să se facă actriță.
Cu toate că mama ei era îngrijorată la început din cauza acestei decizii, mai târziu a sprijinit-o.

## Filmografie
| An   | Film                                        | Rol                | Note                   |
| ---- | ------------------------------------------- | ------------------ | ---------------------- |
| 2003 | The Dreamers                                | Isabelle           |                        |
| 2004 | Arsène Lupin                                | Clarisse           |                        |
| 2005 | Kingdom of Heaven                           | Sibylla            |                        |
| 2006 | Casino Royale                               | Vesper Lynd        |                        |
| 2007 | The Golden Compass                          | Serafina Pekkala   |                        |
| 2008 | Franklyn                                    | Emilia / Sally     |                        |
| 2009 | Cracks                                      | Miss G             |                        |
| 2010 | Womb                                        | Rebecca            |                        |
| 2011 | Perfect Sense                               | Susan              |                        |
| 2011 | Camelot                                     | Morgan Pendragon   | serial TV; 10 episoade |
| 2012 | Dark Shadows                                | Angelique Bouchard |                        |
| 2014 | White Bird in a Blizzard                    | Eve                | Post-Production        |
| 2014 | 300 - Ascensiunea unui imperiu              | Artemisia          |                        |
| 2014 | Sin City: A Dame to Kill For                | Ava Lord           |                        |
| 2014 | The Salvation                               | Madelaine          | Post-Production        |
| 2014 | Penny Dreadful                              | Vanessa Ives       | serial TV; 8 episoade  |
| 2016 | Miss Peregrine's Home for Peculiar Children | Miss Peregrine     | Filmare                |